# Glock 25
Die Glock 25 ist eine halbautomatische Pistole im Kaliber .380 ACP der Firma Glock. Das Standardmagazin der ungeladen 645 Gramm schweren Waffe fasst 15 Patronen, wobei aber auch ein Magazin mit einer Kapazität von 17 Schuss möglich ist.